# حسین‌آباد ساغر
حسین‌آباد ساغری یک روستا در ایران است که در دهستان حومه (شاهرود) واقع شده‌است. حسین‌آباد ساغر ۵۳ نفر جمعیت دارد.